# Yakalo
Yakalo – mieszaniec międzygatunkowy jaka (Bos grunniens) i bizona (Bison bison). Wyhodowany w latach 1920–30 w Buffalo National Park, Wainwright, Kanada na drodze krzyżowania samców jaka z samicami bizona lub samicami krzyżówki bizon-bydło domowe (beefalo) z zamiarem stworzenia rasy mięsnej przystosowanej do chłodniejszego klimatu północy.